# Schlacht von Okehazama
Inō – Terabe – Marune – Okehazama – Inabayama – Chōkō-ji – Kanegasaki – Anegawa – Ishiyama Hongan-ji – Hiei-zan – Nagashima – Mikatagahara – Hikida – Odani – Ichijōdani – Itami – Nagashino – Mitsuji – Kizugawaguchi – Shigisan – Tedorigawa – Takatenjin – Tottori – Hijiyama – Tenmokuzan – Takatō – Uozu – Honnōji

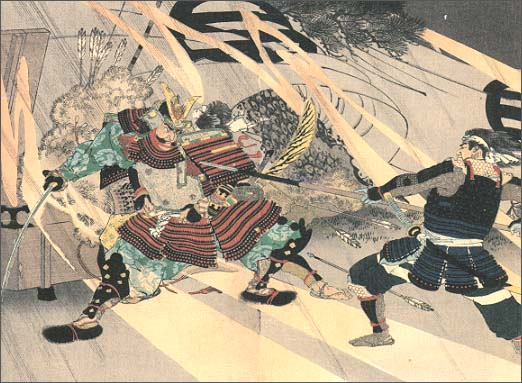
Schlacht von Okehazama, zwei Blätter eines Triptychons, Farbholzschnitt von Migita Toshihide, um 1880

Karte der japanischen Provinzen (Owari rot markiert)

Die Schlacht von Okehazama (japanisch 桶狭間の戦い Okehazama no tatakai) bzw. Schlacht von Dengakuhazama (田楽狭間の戦い, Dengakuhazama no tatakai) war eine Entscheidungsschlacht in der japanischen Sengoku-Zeit und fand am 12. Juni 1560 (Japanische Zeitrechnung: Eiroku 3/5/19) beim heutigen Toyoake statt. Hier trafen erstmals die Drei Reichseiniger aufeinander.

## Bedeutung
Der Ausgang der Schlacht von Dengakuhazama besiegelte den Untergang eines der einflussreichsten Sengoku-Daimyō-Häuser, der Imagawa, gleichzeitig den Aufstieg des ersten der späteren drei Reichseiniger Oda Nobunaga, von einem Provinzherrscher zu einer der einflussreichsten und prägendsten Personen der Zeit; und damit auch den Anfang der Einflussnahme der Oda auf die nationale Geschichte Japans. Der einflussreichste Herrscher der Imagawa, Imagawa Yoshimoto, fand den Tod, obwohl er schätzungsweise das Zehnfache der Truppen seiner Gegner um sich versammelt hatte. Außerdem stieg in der Folge der zweite der drei Reichseiniger, Toyotomi Hideyoshi von einem Imagawa-Gefolgsmann zu einem General unter Oda Nobunaga auf und begann ebenfalls Einfluss zu nehmen.

## Hergang
Imagawa Yoshimoto hatte von seiner Heimat Provinz Suruga aus den Marsch auf die Hauptstadt des Tennō Kyōto begonnen, um zum neuen Shōgun ernannt zu werden. Mit etwa 25.000 Mann (der Chronist der Imagawa schrieb 40.000) fiel er 1560 in die westlich an seine Provinz Mikawa angrenzende Provinz Owari von Oda Nobunaga ein und ließ die Grenzbefestigungen Washizu und Marune schleifen. Oda Nobunaga sammelte jedoch hastig Truppen, obwohl in großer Unterzahl, und stellte sich seinem Gegner.
Imagawa Yoshimoto hatte sein Lager beim Dorf Okehazama in der Talenge Dengakuhazama aufgeschlagen. Siegessicher feierten seine Truppen nach den anfänglichen Erfolgen. Auch einige bekannte Kämpfer wie Hattori Hanzō waren in seinen Reihen. Nachts, in einem starken Unwetter, führte Oda Nobunaga jedoch einen Überraschungsangriff mit nur etwa 2000 bis 3000 Mann, es heißt, Bauern ließen ihre Werkzeuge auf den Acker fallen und folgten ihm, da sein Gefolge so kümmerlich aussah, es habe keine Hoffnung auf einen Sieg gegeben. Er hatte einen Teil frontal angreifen lassen, und mit einem anderen die Talenge umgangen und sich von hinten durch einen Wald genähert. Durch den Lärm des Sturms und den Alkohol abgelenkt sowie durch die Zweiseitentaktik überwältigt, starb Yoshimoto mit vielen Vasallen des Hauses Imagawa – Yui Masanobu (由比 正信), Ichinomiya Munekore (一宮 宗是), Matsui Manenobu (松井 宗信) und Ii Naomori (井伊 直盛). Viele andere Offiziere, wie auch Toyotomi Hideyoshi, schlossen sich in der Folge Oda Nobunaga an.
In der Schlacht nahmen alle Drei Reichseiniger, Oda Nobunaga, Toyotomi Hideyoshi und für die Imagawa Tokugawa Ieyasu teil.
Daraufhin begann Oda Nobunaga seine Eroberungskampagnen, während Imagawa Ujizane den Niedergang durch den Tod seines Vaters nicht abwenden konnte.

## Rezeption heute
Die Schlacht wird im japanischen Historiendrama Furin Kazan (Staffel 1, Episode 45) mit vielen bekannten Schauspielern nachgestellt.
Das ehemalige Schlachtfeld ist heute ein Park mit Denkmälern. Der Ort wird als historischer Platz nationalen Ranges im japanischen Geschichtslehrplan vermittelt.